# Demetrio I Sóter
Demetrio I Sóter (en griego antiguo: Δημήτριος Α Σωτήρ), de la dinastía seléucida, fue rey de Siria de ca. 162 a. C. a 150 a. C.  Hijo de Seleuco IV Filopátor y de Laódice IV., fue retenido en Roma como rehén y garantía del comportamiento de su padre. Por esa razón no pudo acceder al trono a la muerte de este. En 162 a. C. escapó, regresando a Siria y se proclamó rey, contando con el apoyo del Senado romano, sucediendo a su primo Antíoco V Eupátor, quien fue ejecutado junto con su protector, el general Lisias.
Demetrio era cuñado de Perseo de Macedonia al haberse casado su hermana Laódice con el macedonio en 178 a. C.  Posteriormente, en calidad de supuesto hijo de Laódice se presentó en la corte de Demetrio el aventurero Andrisco, quien fue encarcelado y entregado a los aliados romanos.
Heráclides, antiguo ministro de su tío Antíoco IV Epífanes, se rebeló contra Demetrio, proclamando a un supuesto hijo de Antíoco IV, Alejandro Balas. Demetrio fue vencido y muerto, y Alejandro Balas se convirtió en su sucesor.